# Finsternis (Album)
Finsternis ist das zweite Studioalbum des deutschen Musikprojekts E Nomine. Es wurde am 21. Januar 2002 über die Labels Polydor und Zeitgeist als Standard- und Limited-Edition, inklusive DVD, veröffentlicht.

## Produktion
Das Album wurde von den E-Nomine-Mitgliedern Christian Weller und Fritz Graner sowie dem Lizenznehmer David Brunner produziert. Alle drei fungierten dabei auch als Ausführende Produzenten. Es wurde im Ramses Studio in Berlin aufgenommen.

## Beteiligte Sprecher
Die Texte der Lieder des Albums werden von zehn bekannten deutschen Synchronsprechern gesprochen. Diese sind Christian Brückner (Stimme von Robert De Niro und Gary Oldman), Joachim Kerzel (Stimme von Jack Nicholson und Dustin Hoffman), Martin Keßler (Stimme von Nicolas Cage und Vin Diesel), Frank Glaubrecht (Stimme von Al Pacino, Pierce Brosnan und Kevin Costner), Manfred Lehmann (Stimme von Bruce Willis), Helmut Krauss (Stimme von Samuel L. Jackson), Rolf Schult (Stimme von Anthony Hopkins), Michael Chevalier (Stimme von Oliver Reed und Charles Bronson), Eckart Dux (Stimme von Anthony Perkins und Michael Caine) sowie Joachim Tennstedt (Stimme von John Malkovich). Beteiligte Solosängerin ist Johanna Krumin unter dem Namen Johanna von Orléans.

## Covergestaltung
Das Albumcover zeigt einen dunklen Gewitterhimmel, auf dem ein Augenpaar zu sehen ist. Zwischen den Augen entspringt ein Blitz, der in einen Baum einschlägt. Im oberen Teil des Bildes stehen der gelbgrüne Schriftzug E Nomine sowie der Titel Finsternis in Weiß. Die Limited-Edition zieren lediglich die Schriftzüge E Nomine in Gelbgrün sowie Finsternis und Limited Edition in Weiß. Der Hintergrund ist komplett schwarz gehalten.

## Titelliste
| #  | Titel                                | Sprecher           | Länge |
| -- | ------------------------------------ | ------------------ | ----- |
| 1  | Am Anfang war die Finsternis…        |                    | 0:47  |
| 2  | Mitternacht                          | Christian Brückner | 3:48  |
| 3  | Die Wandlung (Interlude)             |                    | 0:29  |
| 4  | Wolfen (Das Tier in mir)             | Christian Brückner | 4:40  |
| 5  | Reise nach Transylvanien (Interlude) |                    | 0:23  |
| 6  | Dracul’s Bluthochzeit                | Christian Brückner | 5:55  |
| 7  | Die Offenbarung (Interlude)          |                    | 0:23  |
| 8  | Séance                               | Manfred Lehmann    | 4:26  |
| 9  | Die Bedrohung (Interlude)            |                    | 0:17  |
| 10 | Das Böse                             | Helmut Krauss      | 4:00  |
| 11 | Die Suche (Interlude)                |                    | 0:31  |
| 12 | Die schwarzen Reiter                 | Rolf Schult        | 4:42  |
| 13 | Die Verlautbarung (Interlude)        |                    | 0:45  |
| 14 | Zorn - Die 12 verbotenen Töne        | Michael Chevalier  | 3:47  |
| 15 | Hexenein x eins (Interlude)          |                    | 0:32  |
| 16 | Hexenjagd                            | Rolf Schult        | 4:12  |
| 17 | Das Unheil (Interlude)               |                    | 0:28  |
| 18 | Der Exorzist                         | Frank Glaubrecht   | 4:40  |
| 19 | Der Tod (Interlude)                  |                    | 0:27  |
| 20 | Herr der Schatten                    | Michael Chevalier  | 4:05  |
| 21 | Der Ahnungsschauer (Interlude)       |                    | 0:29  |
| 22 | Angst                                | Eckart Dux         | 4:52  |
| 23 | Der Schrei (Interlude)               |                    | 0:37  |
| 24 | Exitus                               | Joachim Tennstedt  | 3:28  |
| 25 | Das Schweigen (Interlude)            |                    | 0:42  |
| 26 | Die Nachtwache                       | Eckart Dux         | 5:11  |
| 27 | Die Stimme… (Interlude)              |                    | 0:29  |
| 28 | Aus dem Jenseits                     | Martin Keßler      | 5:27  |

Bonus-DVD der Limited-Edition:
| # | Titel                                                |
| - | ---------------------------------------------------- |
| 1 | Mitternacht (Video)                                  |
| 2 | Vater Unser (Video)                                  |
| 3 | E Nomine (Denn sie wissen nicht was sie tun) (Video) |
| 4 | Making-of Mitternacht                                |

## Chartplatzierungen und Singles
Finsternis stieg am 4. Februar 2002 auf Platz 3 in die deutschen Albumcharts ein und belegte in den folgenden Wochen die Ränge 7 und 6. Insgesamt hielt sich das Album 18 Wochen in den Top 100. Auch in Österreich und der Schweiz konnte sich der Tonträger in den Charts platzieren. In den deutschen Jahrescharts 2002 belegte das Album Rang 38.
Als erste Single wurde bereits Ende Oktober 2001 das Lied Mitternacht ausgekoppelt. Es erreichte Position 13 in den deutschen Charts und hielt sich elf Wochen in den Top 100. Die zweite Single Das Tier in mir (Wolfen) erschien im Februar 2002, erreichte Platz 29 in den deutschen Charts und konnte sich neun Wochen in den Top 100 halten.

## Verkaufszahl und Auszeichnung
Im Jahr 2008 wurde Finsternis für mehr als 150.000 verkaufte Exemplare in Deutschland mit einer Goldenen Schallplatte ausgezeichnet.

## Rezeption
| Professionelle Bewertungen | Professionelle Bewertungen |
| -------------------------- | -------------------------- |
| Kritiken                   |                            |
| Quelle                     | Bewertung                  |
| laut.de                    | [ 12 ]                     |

- Das Online-Magazin laut.de gab dem Album mit einem von möglichen fünf Punkten die niedrigste Wertung und bezeichnete es als langweilig:

„E Nomine ist so erschreckend ernüchternd, weil "Finsternis" eine so erschreckend langweilige CD ist. Lieblos wurden hier eine Prise Gregorianik, ein Löffelchen Carl Orff und eine halbe Packung saftige Elektronik-Beats zusammen gemischt. Unter Zugabe von reichlich schmalzigen Lyrics und bekannten Synchronsprechern wurde der Eintopf schnell mal hoch gekocht.“